# Pasiastość liści jęczmienia

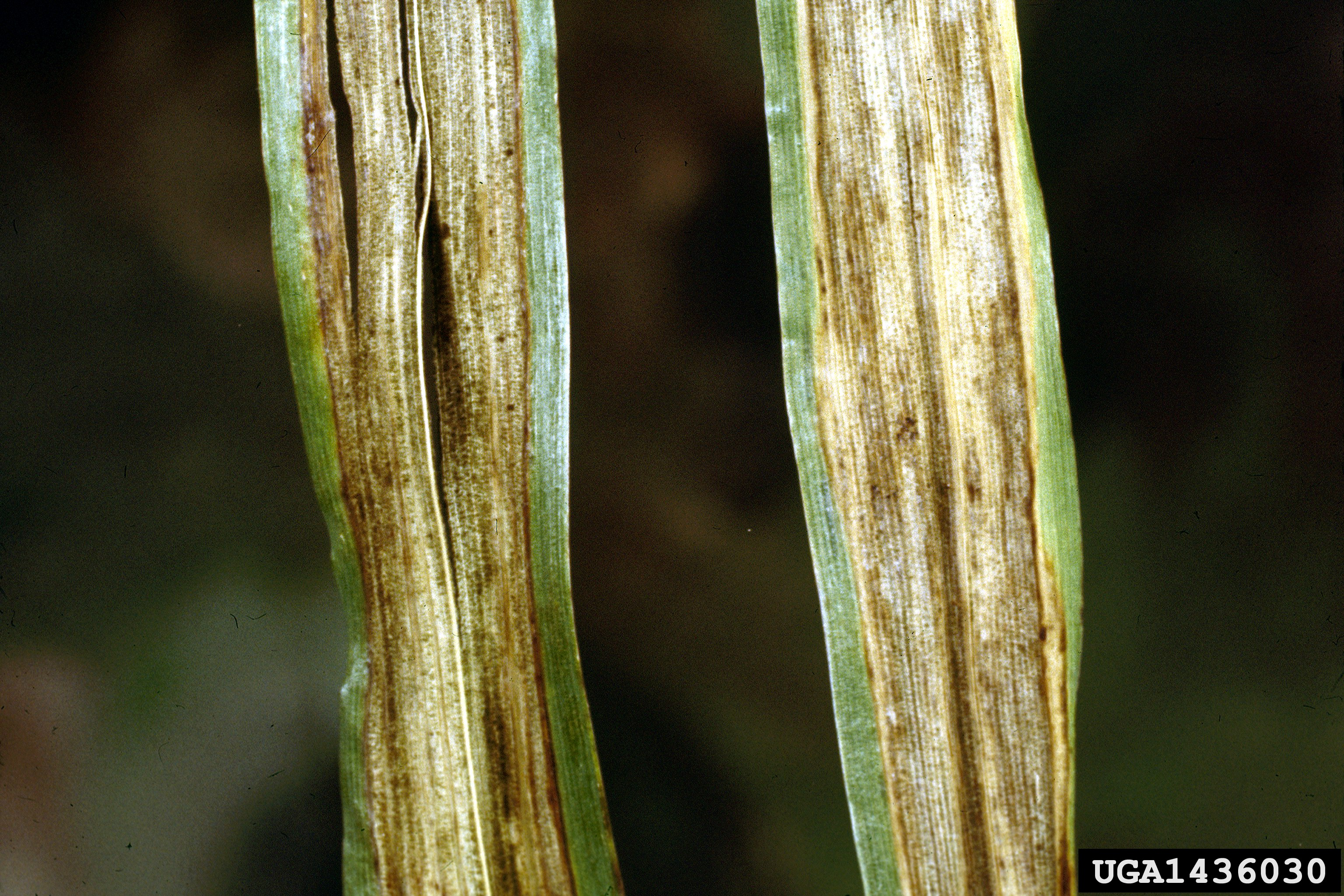
Objawy porażenia liści jęczmienia

Pasiastość liści jęczmienia (ang. leaf stripe of barley, stripe disease of barley) – wywołana przez Pyrenophora graminea grzybowa choroba jęczmienia (Hordeum).

## Objawy
Choroba występuje zarówno w uprawach jęczmienia ozimego, jak i letniego. Jej potencjalna szkodliwość jest bardzo duża, gdyż porażone rośliny nie wytwarzają nasion.
Pyrenophora graminea powoduje systemiczne porażenie całej rośliny. Pierwsze objawy choroby pojawiają się w fazie strzelania w źdźbło. Na drugim i trzecim liściu powstają pasiaste, żółtawe plamy, biegnące wzdłuż nerwacji liścia przez całą jego długość. Później plamy szarzeją, tkanki w ich obrębie zamierają, a liść pęka na podłużne pasy. Na zainfekowanej roślinie porażeniu ulegają zazwyczaj wszystkie liście. Przy dużym natężeniu choroby rośliny zamierają jeszcze przed wykłoszeniem, przy słabym – roślina tworzy zdeformowane, płonne kłosy.

## Epidemiologia
Źródłem infekcji pierwotnej są rozprzestrzeniane przez prądy powietrza zarodniki konidialne tworzone przez grzybnię na porażonych liściach. Dojrzewają one podczas kwitnienia jęczmienia. Gdy dostaną się na jego kwiaty, kiełkują między słupkiem a plewką. Rozwojowi i kiełkowaniu zarodników sprzyja duża wilgotność w czasie kłoszenia i kwitnienia. Strzępki kiełkujących zarodników wnikają do okrywy nasiennej ziarniaka. Zarodniki konidialne nie mają zdolności infekowania innych części rośliny, nie powodują więc infekcji wtórnych. W sezonie wegetacyjnym powstaje jedna tylko generacja zarodników. Grzybnia patogenu przebywa w okrywie nasiennej ziarniaków i z takich ziarniaków wyrastają systemicznie zainfekowane rośliny.

## Ochrona
Najważniejsze jest używanie do siewu zdrowych nasion. Skuteczne jest zaprawianie nasion fungicydami tiokarbamylowymi (tiuram), triazolowymi (np. tebukonazol), oksatinokarboksyamidowymi (karboksyna), benzymidazolowymi (karbendazym) lub należącymi do grupy fenylopiroli (fludioksonil).